# Girlfriend (Jay Park)
Girlfriend è un brano musicale del cantante sudcoreano Jay Park, pubblicato come suo secondo singolo il 3 novembre 2011. Lo stesso giorno è stato reso disponibile un video musicale sul canale YouTube del cantante, al cui fianco compare l'attrice Jeong Yu-mi.